# Mai 2004

## Actualités du mois

### Samedi1ermai2004
- Fête du Travail
- Europe : depuis minuit, l'Union européenne compte dix nouveaux pays : la Pologne, la Hongrie, la République tchèque, la Slovaquie, la Slovénie, la Lituanie, la Lettonie, l'Estonie, Malte et la partie grecque de Chypre qui viennent s'ajouter aux quinze pays déjà membres : l'Allemagne, l'Autriche, la Belgique, le Danemark, l'Espagne, la France, la Finlande, la Grèce, l'Irlande, l'Italie, le Luxembourg, les Pays-Bas, le Portugal, le Royaume-Uni et la Suède.
- Arabie saoudite : fusillade terroriste dans le port de Yanbu. Cinq étrangers tués dans cette attaque visant une filiale du groupe industriel ABB.

### Dimanche2 mai 2004
- Nigeria : massacre de Yelwa, 630 personnes tuées.
- Internet : Sasser est un nouveau virus informatique qui semble faire des ravages. Il tente de pénétrer tout ordinateur connecté au réseau par le port 445 en exploitant une faille de sécurité du système d'exploitation, si celui-ci n'a pas reçu le correctif adéquat. Une fois infecté, l'ordinateur télécharge et exécute automatiquement un programme chargé de scanner le réseau pour infecter d'autres machines. L'infection peut entraîner l'affichage de messages d'erreurs ou le redémarrage de la machine contaminée. Sasser est le troisième virus informatique important de cette année, après MyDoom.A, en janvier, et Bagle en février. Les systèmes d'exploitation affectés par ce virus sont Windows 2000 et Windows XP non mis à jour. Site Microsoft Sécurité.Article sur Secuser.
- Géorgie : le leader séparatiste d'Adjarie, Aslan Abachidze, fait sauter les ponts entre la province rebelle et le reste du pays.

### Lundi3 mai 2004
- Après que son projet sur la séparation de la bande de Gaza a été rejeté par son parti, le Likoud, Ariel Sharon annonce vouloir trouver un consensus
- Six officiers de l'Armée américaine sont blâmés pour avoir torturé des Irakiens
- Le nouveau virus informatique, Sasser, apparu depuis quelques jours, exploitant une faille de sécurité de Windows publiée et corrigée en avril, en est déjà à sa quatrième version Sasser.d

### Mardi4 mai 2004
- Indonésie : le parti Golkar, dont l'ancien dictateur Soeharto était membre, remporte les élections législatives avec 21,6 % des voix. La présidente Megawati Sukarnoputri est dans une mauvaise posture avant l'élection présidentielle de juillet.
- Trois nouvelles personnes atteintes de SRAS (ou pneumonie atypique) sont identifiées en Chine, dont une est décédée.
- Trois bombes explosent à Athènes à cent jours de l'ouverture des Jeux olympiques d'été de 2004.
- Éclipse totale de Lune visible en Europe.

### Mercredi5 mai 2004
- Irak : les troupes américaines reprennent le contrôle du siège du gouverneur de Nadjaf des mains des miliciens de Sayyed Moqtada al-Sadr, l'armée du Mahdi, qui s'en étaient emparées un mois auparavant.
- Libye : condamnation à mort de six Bulgares et d'un Palestinien pour l'infection, à travers des produits sanguins contaminés, par le virus du SIDA de 426 enfants dans une pédiatrie. Malgré la présentation de témoins à décharge, dont Luc Montagnier, ce procès fut essentiellement une recherche de boucs émissaires. Les condamnés feront appel.

- Géorgie : à la suite d'une médiation de la Russie, et après plusieurs semaines d'un bras de fer tendu, Aslan Abachidze, dirigeant de l'Adjarie, prend le chemin de l'exil. Le président géorgien Mikheil Saakachvili peut entrer dans la capitale de la province, Batoumi, et y restaurer l'autorité de Tbilissi.

### Jeudi6 mai 2004
- Israël : le cofondateur du Hamas, Mohammed Taha, âgé de 68 ans, est libéré de sa prison israélienne.
- Ukraine : explosion dans un dépôt de munitions dans la région de Zaporijia, dans le sud-est du pays ; plus de 10 000 personnes sont évacuées et on compte une dizaine de morts.

### Vendredi7 mai 2004
- Pétrole : à New York, le baril atteint 40 dollars, son plus haut niveau depuis 14 ans.
- Israël-Liban : combats à l'arme lourde entre l'armée israélienne et le Hezbollah dans la zone contestée des fermes de Chebaa, conquises sur la Syrie en 1967, lors de la guerre des Six Jours, mais revendiquées par Beyrouth.
- États-Unis-Irak : Donald Rumsfeld s'explique concernant les actes de tortures commis en Irak devant une commission du Congrès. Il présente ses excuses mais ne démissionne pas, comme lui demandent certains membres de l'opposition ainsi qu'une partie de l'opinion publique. Le Comité international de la Croix-Rouge, après la divulgation d'un rapport confidentiel, confirme la pratique systématique de la torture en Irak, en particulier à la prison d'Abou Ghraib.
- Pakistan : un attentat dans une mosquée chiite de Karachi a fait dix morts.
- Tunisie : affluence record au pèlerinage juif de la synagogue de la Ghriba sur l'île de Djerba. La Ghriba est la plus ancienne synagogue d'Afrique, fondée en -586.
- Congo : la MONUC, déployée depuis septembre 2003 en Ituri, tue une dizaine de miliciens Lendus membres du Front des nationalistes et intégrationnistes qui l'avaient attaquée à une vingtaine de kilomètres de Bunia chef-lieu de l'Ituri.
- Russie : Vladimir Poutine prête serment pour son deuxième mandat présidentiel de 4 ans.
- Népal : le premier ministre Surya Bahadur Thapa, nommé 11 mois auparavant par le roi Gyanendra remet sa démission.
- Chili : le président Ricardo Lagos promulgue une loi légalisant le divorce.
- Ukraine : le pays restitue à l'Église catholique l'ancienne résidence épiscopale catholique de Lvov. Cette résidence avait été confisquée en 1945 par le régime de Staline.

### Samedi8 mai 2004
- Irak : à Bassorah, l'armée du Mahdi, la milice de Moqtada al-Sadr tente de prendre le contrôle du bâtiment du gouverneur de la ville.
- Allemagne : arrestation de l'auteur présumé du virus informatique Sasser.
- France : les intermittents du spectacle bloquent à Garges-lès-Gonesse les locaux de l'entreprise Filminger qui achemine les films pour le Festival de Cannes. Ils veulent empêcher les copies des films dont celle du film d'ouverture du festival (La Mauvaise Éducation de Pedro Almodóvar) d'arriver avant lundi à Cannes. L'entreprise a eu une dérogation du gouvernement pour que ses camions puissent rouler le week-end (ce qui est en temps normal interdit). D'après Marie-Pierre Hauville, la directrice de communication du festival, cet incident ne perturbera pas le déroulement du festival.
- Suisse : le mouvement autonomiste jurassien Groupe Bélier occupe la préfecture de Moutier, capitale du Jura bernois. L'occupation est pacifique, aucune personne n'ayant été retenue de force, et se termine 90 minutes après son commencement. Le groupe Bélier désirait montrer ainsi son opposition au statut spécial proposé par Berne, sur lequel le législatif bernois se prononcera en juin, à sa minorité francophone et lui accordant des compétences dans le domaine culturel et de l'enseignement, en lieu et place de l'autonomie revendiquée. (1 et 2)
- Espace : Test réussi pour une maquette de la navette spatiale européenne EADS Phoenix, dans le nord de la Suède. Elle est lâchée à une altitude de 2 400 mètres et plane jusqu'à son atterrissage.

### Dimanche9 mai 2004
- Russie : à Grozny, la capitale de la Tchétchénie, une vingtaine (nombre réel incertain) de personnes sont tuées, dont le président tchétchène mis en place par Moscou, Akhmad Kadyrov, et des dizaines autres blessées dans un attentat à la bombe dans le stade Dynamo à 10 h 35 (6 h 35 UTC), au cours d'une cérémonie célébrant la victoire de 1945, organisée traditionnellement le 9 mai en Russie.
- Nouvelle-Calédonie : Les deux principales forces politiques, le RPCR, anti-indépendantiste, et le FLNKS, indépendantiste, reculent lors des élections au Congrès. Les anti-indépendantistes restent majoritaires bien que divisés désormais entre partisans de Jacques Lafleur (16 sièges) et les représentants de l'alliance L'avenir ensemble (16 sièges), les indépendantistes obtiennent 18 sièges, le front national conserve ses quatre élus.
- Turquie : le premier ministre turc Recep Tayyip Erdoğan donne le premier coup de pioche à Istanbul au tunnel ferroviaire de 13,7 km sous le détroit du Bosphore.
- Formule 1 : Grand Prix automobile d'Espagne.

### Lundi10 mai 2004
- Irak : le quartier général de Moqtada al-Sadr est entièrement détruit par l'aviation américaine.

### Mardi11 mai 2004
- Israël-Bande de Gaza : des activistes du Hamas détruisent un char israélien et exhibent les restent de six soldats. Représailles de l'État hébreu qui occupe une ville de Gaza. Le gouvernement affirme que Tsahal ne se retirera que lorsque les restes des soldats seront rendus.
- Écosse : à Glasgow, une explosion ayant entièrement détruit une usine a fait 7 morts. Il y a également une dizaine de disparus.
- Chine : à Anyang, l'effondrement d'un échafaudage fait au moins 20 morts.
- États-Unis : le gouvernement américain impose des sanctions économiques à la Syrie.

### Mercredi12 mai 2004
- Irak : un otage américain, Nick Berg, est décapité par un groupe lié à Al-Qaïda, dirigé probablement par Abou Moussab Al-Zarqaoui.
- Suisse : l'Union européenne fait marche arrière et ne taxera pas les réexportations vers l'Union. C'est le retour à la situation en vigueur depuis la signature de l'accord de libre-échange de 1972.
- Nigeria : à Kano de jeunes musulmans massacrent des chrétiens dans les banlieues de cette localité où plusieurs centaines de musulmans avaient été massacrés le 2 mai.
- Philippines : d'après des résultats provisoires, la présidente sortante, Gloria Arroyo, aurait gagné l'élection présidentielle avec 40,84 % des voix, contre 32,26 % à son principal adversaire, Fernando Poe Jr..

### Jeudi13 mai 2004
- Inde : à la suite du scrutin qui s'est déroulé du 20 avril au 10 mai, l'opposition se trouve regroupée derrière le Parti du Congrès et Sonia Gandhi. Selon des estimations de la Commission électorale, au moins 55 % des 671 millions d'inscrits ont participé à ces élections.
- Suisse-Union européenne : les négociations bilatérales aboutissent. La Suisse accepte d'étendre graduellement la libre circulation aux 10 nouveaux états membres, contribuera au fonds de cohésion, accentuera la lutte contre la fraude douanière, la fraude fiscale (fiscalité indirecte) en échange d'une ouverture plus grande aux produits agricoles transformés, tels le chocolat et le café, et d'une participation aux accords de Schengen et de Dublin. La Suisse prélèvera à terme un impôt de 35 % sur les revenus des fonds européens placés en Suisse, impôt rétrocédé en grande partie au pays d'origine.
- États-Unis : le géant agroalimentaire américain Monsanto déclare qu’il abandonne la production de blé génétiquement modifié du fait de la pression des consommateurs qui étaient contre.

### Vendredi14 mai 2004
- Royaume-Uni : le rédacteur en chef du Daily Mirror, Piers Morgan, se démet, les photos de tortures en Irak publiées par son journal s'étant révélées être des faux.
- Irak : l'administrateur civil américain en Irak Paul Bremer évoque clairement la possibilité d'un désengagement de l'Armée américaine en Irak, en déclarant « il n'est évidemment pas possible de rester dans un pays où nous ne sommes pas les bienvenus ». Depuis le début de la guerre en mars 2003, 778 militaires ont été tués en Irak, selon un communiqué de la coalition publié aujourd'hui.
- Danemark : mariage du prince danois Frederik André Henrik Christian (35 ans), fils de la reine Margrethe II, avec l'australienne Mary Donaldson (32 ans), originaire de Tasmanie, dans la cathédrale luthérienne de Copenhague.

### Samedi15 mai 2004
- Israël : à Tel Aviv 150 000 manifestants israéliens réclament le retrait de Gaza. La manifestation est organisée par l'opposition travailliste menée par Shimon Peres.
- Football : les 24 membres du comité exécutif de la FIFA choisissent l'Afrique du Sud pour l'organisation de la Coupe du monde de football de 2010. Les autres finalistes étaient le Maroc, l'Égypte et la Libye. La Tunisie s'était retirée à la suite du refus d'une candidature commune avec la Libye par la FIFA.
- Nigeria : le prix Nobel de littérature 1986 Wole Soyinka est brièvement arrêté lors d'une manifestation hostile au gouvernement et au président Olusegun Obasanjo à Lagos.
- Turquie : l'Ukrainienne Ruslana Lyžycko, avec la chanson Wild Dances remporté à Istanbul le 49e Concours Eurovision de la chanson.

### Dimanche16 mai 2004
- Télévision : Dernier épisode de la série américaine Friends.
- Suisse : le peuple suisse rejette les trois propositions soumises à référendum populaire. Le taux de TVA ne sera pas relevé de 1,8 % - il est de 7,6 % - pour financer les assurances vieillesse et invalidité ; l'âge de la retraite pour les femmes reste à 64 ans et ne passe pas à 65 ans ; finalement, le peuple a rejeté une réforme fiscale, induisant une baisse d'impôts pour la plupart des citoyens.
- République dominicaine : dans une atmosphère de crise économique et sociale, les Dominicains élisent leur président. Le président sortant Hipolito Mejía est battu par son prédécesseur Leonel Fernández.
- Israël : la Cour suprême israélienne décide de ne pas interdire la destruction de maison à Rafah à la frontière entre la bande de Gaza et l'Égypte. D'après les organisations internationales, plus de 1000 Palestiniens sont sans abri à la suite des destructions des jours précédents. Ces démolitions visent notamment à couper les activistes palestiniens de leurs sources d'approvisionnement en armes, en agrandissant le no man's land le long de la frontière séparant la bande de Gaza et l'Égypte.
- Vatican : le pape Jean-Paul II canonise Gianna Beretta Molla, une italienne décédée durant son accouchement en 1962 après avoir refusé une interruption médicale de grossesse.
- France : incendie dans le câblage électrique de la centrale nucléaire de Cattenom en Moselle. Tout risque de contamination semble évité mais le réacteur no 2 de la centrale est arrêté . Le réacteur venait d'être remis en service après maintenance .

### Lundi17 mai 2004
- Irak : Le chef de l'exécutif irakien Abdel Zahra Osmane Mohammad, plus connu sous le nom de Ezzedine Salim, est tué avec sept autres personnes dans un attentat suicide à la voiture piégée à Bagdad. Cela intervient à 43 jours du transfert prévu du pouvoir aux Irakiens (il se fera normalement le 30 juin).
- Sport : En natation, la France remporte 15 médailles dont 5 d'or au championnat d'Europe. Ceci est encourageant pour les Jeux olympiques même si les habituels champions étaient absents.
- France : Dans l'émission 100 minutes pour convaincre sur France 2, le ministre de la santé Philippe Douste-Blazy annonce les grandes lignes de la réforme de la Sécurité sociale. Les avis sur le sujet sont très divers.
- Mali : fin du sixième sommet de la Communauté des États sahélo-sahariens à Bamako. Quatre nouveaux pays adhèrent à l'organisation : la Côte d'Ivoire, le Ghana, la Guinée-Bissau et le Liberia.

### Mardi18 mai 2004
- Inde : Sonia Gandhi déclare que, à la suite des incidents portant sur sa nationalité italienne (elle a pourtant la nationalité indienne depuis 1984), elle renonce à devenir Premier ministre de l'Inde.
- Proche-Orient : dix-neuf palestiniens, pour la plupart des activistes armés, sont tués dans le sud de la bande de Gaza lors d’une opération israélienne visant à détruire une centaine de maisons à Rafah pour élargir la zone tampon le long de la frontière égyptienne. L'Autorité palestinienne appelle la communauté internationale à intervenir pour stopper l'opération. Le conseil de sécurité des Nations unies adopte le lendemain, une résolution visant à condamner ces agissements, les États-Unis n'ayant pas mis leur veto. Depuis septembre 2000, l'Intifada a fait 4 039 morts dont 3 050 Palestiniens (kamikazes inclus) et 918 Israéliens.
- France : treize des dix-sept accusés dans l'affaire d'Outreau sont innocentés à la suite des déclarations de la principale accusatrice. Certaines personnes disent déjà que la justice s'est fait « berner » pas une manipulatrice, mais le juge n’a autorisé la remise en liberté que d'un seul des treize prévenus.
- Sport : le Comité international olympique retient les candidatures de cinq villes Londres, Madrid, Moscou, New York et Paris à l'organisation des Jeux olympiques d'été de 2012 et écarte celles de Leipzig (Allemagne), Istanbul, La Havane et Rio de Janeiro (Brésil)

### Mercredi19 mai 2004
- Irak : le soldat américain de 1re classe Jeremy Sivits, l'un des sept militaires inculpés dans le scandale des sévices, est le premier à être jugé par une cour martiale américaine spéciale à Bagdad. L'ayatollah Sistani demande aux Irakiens de ne pas manifester pour éviter les accrochages.
- Union européenne : la Commission européenne autorise, pour la première fois depuis 1999, l'importation dans l'UE du premier aliment génétiquement modifié, le maïs « BT-11 », produit par la firme suisse Syngenta.
- Inde : à la suite du refus de Sonia Gandhi, c'est le sikh Manmohan Singh qui est nommé Premier ministre de l'Inde.
- Côte d'Ivoire : le président Laurent Gbagbo renvoie trois ministres de la coalition pour les remplacer par des membres de son propre parti. L'opposition l'accuse de violer les accords de Marcoussis signés le 24 janvier 2003.

### Jeudi20 mai 2004
- Irak : la résidence d'Ahmed Chalabi, membre du conseil de gouvernement irakien, et le secrétariat de son parti, sont bouclés par l'Armée américaine. Ancien allié des États-Unis, il est aujourd'hui soupçonné de corruption.
- Malawi : élections présidentielle et législative. Le président sortant, Bakili Muluzi, ne se représentait pas, la constitution n'autorisant que deux mandats. Aucun incident sérieux n'est rapporté.
- Tchétchénie : le chef de guerre tchétchène extrémiste Chamil Bassaïev revendique l'attentat du 9 mai, qui a tué le président pro-russe Akhmad Kadyrov de la Tchétchénie et une vingtaine d'autres personnes, et annonce des opérations envers le président russe Vladimir Poutine et sa famille.
- Colombie : l'université Antioquia de Medellin est frappée par un attentat à la bombe non revendiqué à 20 h 45 (01h45 UTC vendredi matin) qui fait au moins quatre morts et dix-sept blessés.

### Vendredi21 mai 2004
- Burundi : le Conseil de sécurité de l'ONU décide la création d'une force de maintien de la paix, l'Opération des Nations unies au Burundi ou ONUB, dans ce pays qui essaie de se relever de dix ans de guerre. Cette force relaiera les troupes de l'Union africaine dès le 1er juin pour une durée initiale de cinq mois.
- Union européenne : la firme suisse Syngenta décide de ne pas commercialiser son maïs transgénique BT-11 en Europe. Cette décision provient d'une absence de demande de la part des transformateurs. Elle va néanmoins demander une autorisation de culture de ce maïs à destination de l'alimentation animale; les agriculteurs français ayant fait part de leur intérêt.
- Russie : la commission électorale de Tchétchénie fixe la date de la prochaine élection présidentielle au 29 août 2004.
- Irak : après le Honduras, l'Espagne achève le retrait de ses troupes du pays.
- Proche-Orient : suite de l'opération « Arc-en-ciel » qui a pour but de détruire les tunnels entre Gaza et l'Égypte et qui a fait depuis le mardi précédent, quelque quarante-deux morts du côté palestinien, sans trouver aucun de ces tunnels. L'armée israélienne se redéploie à Rafah. Près d'un millier d'Israéliens réclament l'arrêt immédiat de l'opération de Rafah et le retrait de la bande de Gaza lors d'une manifestation. Cette opération est également critiquée par la communauté internationale.
- France : Jonathan âgé de onze ans et qui avait disparu le 5 avril précédent d'un centre de vacances de la Loire-Atlantique est retrouvé. Il a été tué avant d'être jeté, lesté d'un parpaing, dans une mare à Guérande.
- Népal : un sherpa népalais de 26 ans bat le record de l'ascension de l'Everest. Il lui a fallu huit heures et 10 minutes pour se hisser sur le toit du monde.

### Samedi22 mai 2004
- Inde : Manmohan Singh prête serment comme Premier ministre du pays.
- Espagne : Madrid célèbre dans le faste et sous haute surveillance policière les noces de l'héritier présomptif du trône d'Espagne, Philippe de Bourbon et de l'ancienne journaliste Letizia Ortiz dans la cathédrale de l'Almudena. Environ 1 600 personnes assistent au mariage.
- France : le film Fahrenheit 9/11 de Michael Moore remporte la Palme d'Or du Festival de Cannes 2004. Ce choix est interprété comme un acte politique, le film étant très critique sur la politique de l'administration Bush fils.

### Dimanche23 mai 2004
- Allemagne : Horst Köhler est nommé président de l'Allemagne par le corps des grands électeurs.
- France : 
  - Quatre personnes trouvent la mort et trois autres sont blessées dans l'effondrement d'une partie du toit sur une passerelle au terminal 2E de l'aéroport Paris-Charles-de-Gaulle vers 7 heures.
  - Clôture du 57e Festival de Cannes
- Inde : au Cachemire, vingt-huit soldats indiens sont tués dans un attentat contre un bus 100 km au sud de Srinagar. L'attentat est revendiqué par le Hizb-ul-Mujahideen.
- Formule 1 : Grand Prix automobile de Monaco.

### Lundi24 mai 2004
- ONU : les gouvernements américain et britannique proposent une nouvelle résolution à l'ONU sur le transfert de souveraineté de l'Irak. Elle prévoit un mandat d'un an pour les forces d'occupation dirigées par les États-Unis, à compter de la prise de fonction du gouvernement intérimaire irakien. Pourtant, elle affirme également que le gouvernement provisoire irakien assumera la responsabilité totale de sa propre souveraineté.
- Tennis : début du tournoi de Roland Garros ; élimination d'Andre Agassi par le Français Jérôme Haehnel.

### Mardi25 mai 2004
- Le Gaucho, traitement de semences insecticide commercialisé par Bayer CropScience est banni en France pour usage sur les semences de maïs. Le Gaucho est accusé d'être responsable de la très forte diminution de population d'abeilles au cours des dernières années et est interdit pour 2 ans au nom du principe de précaution.
- France : l'Éducation nationale connaît une journée nationale intersyndicale de grève, à l'appel des quatre principales fédérations de l'enseignement (FSU, UNSA Éducation, SGEN-CFDT et Ferc-CGT) auxquelles s'associent les parents d'élèves de la FCPE. Sa principale revendication est de protester contre les restrictions budgétaires pesant sur la prochaine rentrée de septembre prochain. Mais elle est peu suivie.
- Caraïbes : le bilan des pluies torrentielles qui se sont abattues le week-end précédent est de 210 morts dans plusieurs localités sur Haïti (130 morts) et République dominicaine (80 morts) La ville la plus touchée est Jimani, dans le sud-ouest de la République dominicaine.

### Mercredi26 mai 2004
- Caraïbes : le nombre de morts des intempéries est revu (voir mardi) à la hausse. Il serait de 500 morts sur l'île d'Hispaniola. Les autorités de Haïti et de la République dominicaine craignent désormais les épidémies.
- Monde : l'organisation Amnesty International condamne, dans son rapport annuel de 2004, à la fois les terroristes « prêts à tout » pour parvenir à leurs fins, mais également les gouvernements coupables de « dérives » liées à la lutte antiterrorisme.
- Tchad : dans une séance boycottée par l'opposition, le parlement adopte une réforme constitutionnelle levant la limite de deux mandats pour le président, augmentant ses pouvoirs et réformant le Sénat. Un référendum devra être organisé avant que ces réformes puissent entrer en vigueur.
- Football : en battant l'AS Monaco par 3-0, le FC Porto remporte la Ligue des champions et devient ainsi champion d'Europe de football 2004.
- Soudan : à Naivasha au Kenya, le gouvernement soudanais et les rebelles de l'APLS signent trois accords complétant les précédents et précisant les modalités des six années de transition : le premier règle le partage du pouvoir, le second le statut de la capitale Khartoum et le dernier règle l'administration provisoire des trois régions encore contestées (la province du Nil Bleu, la région du mont Nuba et celle du mont Abiyei). Au bout de ces six années, ces trois provinces décideront de leur avenir. Ces accords, qui ne concernent pas le conflit dans la province du Darfour, permettent d'entrevoir le terme du conflit entre le sud chrétien et animiste et le nord musulman qui dure depuis 1983. Il reste à régler les détails techniques du cessez-le-feu afin de pouvoir arriver à un accord de paix global pour le sud.

### Jeudi27 mai 2004
- Irak : l'armée du Mahdi dirigée par Moqtada al-Sadr et l'Armée américaine concluent une trêve.
- France : la grève sur le projet du statut d'EDF-GDF réunit 80 000 manifestants à Paris. Le projet vise à faire passer EDF-GDF au statut de société anonyme.
- Suisse-Vatican : la Suisse normalise ses relations avec le Vatican en nommant un ambassadeur. Les relations étaient tendues depuis la nomination de monseigneur Wolfgang Haas, un Liechtensteinois proche de l'Opus Dei, comme évêque de Coire en 1988, contre l'avis des fidèles et en violant les droits séculaires du chapitre de Coire durant la procédure de nomination.

### Vendredi28 mai 2004
- Irak : Iyad Allaoui, chiite proche de la CIA, est nommé au futur poste de Premier ministre par le Conseil intérimaire irakien. Il prendra ses fonctions le 30 juin 2004.
- France : le président du conseil d'administration du groupe de communication Iliad (Free, One.Tel, 3617 ANNU, etc.) Xavier Niel, est mis en examen et écroué pour proxénétisme et recel d'abus de biens sociaux. Il lui est reproché de posséder un « peep-show » à Strasbourg, qui aurait servi de couverture à des activités de prostitution. Le chef d'inculpation de recel d'abus de biens sociaux concerne un établissement similaire à Paris. Le cours de l'action du groupe Iliad a chuté de 10,5 % en une journée.
- Iran : un séisme de magnitude 6,1 (5,5 selon d'autres sources) a lieu dans le nord du pays ; l'épicentre est situé près de Baladeh, dans la province de Mazandéran, près de la mer Caspienne. Le séisme est ressenti dans huit provinces du pays et 45 morts ainsi que plusieurs centaines de blessés sont signalés.
- France : les deux parties du viaduc de Millau, dans l'Aveyron, effectuent leur jonction à 270 m au-dessus du Tarn.
- L'offre de Wendel est retenue par Lagardère SCA pour le rachat de 60 % d'Editis.

### Samedi29 mai 2004
- Irak : combats entre l'Armée américaine et les miliciens chiites de Moqtada al-Sadr à Koufa alors qu'une trêve avait été décrétée.
- France : les Aéroports de Paris demandent que, à la suite de l'accident du terminal 2E, soit réalisé un déplacement de certaines compagnies vers l'aéroport de Paris-Orly qui n'est pas saturé afin de désengorger celui de Roissy-Charles de Gaulle.

### Dimanche30 mai 2004
- Allemagne : doublé Ferrari au Grand Prix automobile d'Europe de Formule 1 (Nürburgring) : Michael Schumacher 1er, Rubens Barrichello 2e.
- Arabie saoudite : vingt-deux morts dont un Américain, un Britannique, un Italien, un Suédois et huit Indiens sont signalés après l'assaut donné contre des membres présumés d'Al-Qaïda qui retenaient depuis la veille une cinquantaine de personnes en otage dans un immeuble d'un complexe résidentiel d'Al Khobar, dans l'est du pays. Vingt-cinq personnes ont été libérées et trois des quatre membres du commando ont échappé aux forces de l'ordre.
- Mali : Premières élections communales organisées sur l'ensemble du territoire.
- Indy Racing League : la course d'Indianapolis 500 remportée par Buddy Rice

### Lundi31 mai 2004
- Italie : Luca di Montezemolo, président de Ferrari, est nommé président de Fiat en remplacement d'Umberto Agnelli, décédé.